# بلینجر (تگزاس)
بلینجر، تگزاس(به انگلیسی: Ballinger, Texas) شهری در ایالت تگزاس از ایالات جنوبی ایالات متحده آمریکا است. در سرشماری سال ۲۰۰۰، جمعیت این شهر ۴۲۴۳ نفر اعلام شد.